# 블릭풀밭쥐
블릭풀밭쥐(Arvicanthis blicki)는 쥐과에 속하는 설치류의 일종이다. 에티오피아에서만 발견된다. 자연 서식지는 아열대 또는 열대 기후 지역의 고지대 초원이다. 서식지 감소로 위협을 받고 있다.